# Pelexia
Pelexia é um género botânico pertencente à família das orquídeas (Orchidaceae). Foi proposto por Poit. ex Rich. em Botanical Register 12: pl. 985, em 1826, tipificado pela Pelexia adnata (Sw.) Spreng., primeiro descrita como Satyrium adnatum Sw., em 1788.  O nome do gênero vem do grego pelex, elmo, que lembra o conjunto formado pelas pétalas e sépala dorsal.
Este é um dos grandes gêneros desta subtribo, com cerca de 75 espécies, presentes em todos os países da América Latina, excetuado o Chile. Pode ser reconhecido pelas flores que apresentam longa e delgada coluna provida de rostelo fino flexível, de formato triangular; nectário proeminente; e calcar de formatos variados, mentiforme, saquiforme, lobulado ou escrotiforme.
A exata definição de Pelexia está em discussão. Durante muitas décadas, Pelexia esteve dividida em 5 seções, basicamente reconhecidas por variações no formato do calcar: 
- Potosia, hoje considerada parte de Sarcoglottis, então monotípica, composta pela Pelexia Schaffneri (Rchb.f.) Schltr., caracterizada por apresentar rostelo curvado para dentro e mento menos salinete que em Pachygeinum. Em outubro de 2004, Szlachetko et al.  elevaram está seção a gênero, para o qual citam algumas outras espécies, aparentemente novas, nenhuma brasileira.
- Cogniauxiocharis, que Hoehne elevou a categoria de gênero, composto por duas espécies robustas hoje consideradas parte de Pteroglossa, caracterizadas por calcar cônico, na extremidade em ângulo quase reto com o ovário e muito mais curto que ele; e labelo espatulado, na base com as margens califormemente espessadas, sem dilatações.
- Centropelexia, caracterizadas por calcar em formato de esporão mais longo que o ovário; e longo labelo carnoso. Conta apenas uma espécie no Brasil, a Pelexia lindmanii Kranzl.
- Pachygenium, recentemente elevada a categoria de gênero por Szlach., R.González & Rutk.. Dentre outras características, distintas por apresentarem calcar longo e mais delgado que as outras espécies, além de labelo no mínimo quatro vezes mais longo que largo. Presentemente mantemos estas espécies em Pelexia, tratando este gênero como seu sinônimo.

Caso este gênero venha a ser reconhecido no futuro, é importante saber que cerca de metade das Pelexia brasileiras deve mudar de gênero pois pertencem a esta seção: P. arrabidae, P. bonariensis, P. burgeri, P. ekmanii, P. hysterantha, P. itatiayae, P. laminata, P. loefgrenii, P. longibracteata, P. longifolia, P. luetzelburgii, P. minarum, P. oestrifera,  P. orobanchoides, P. orthosepala, P. parva, P. phallocallosa, P. pterygantha, P. robusta, P. sceptrum, P. tamanduensis, P. tenuior e P. viridis.
São estrangeiras: P. albicans, P. collocaliae, P. comosa, P. fiebrigii, P. hirta, P. ovatifolia, P. paludosa, P. sheviakii, P. vaginata, P. ventricosa e P. yungasensis.
- Pelexia, composta pelas espécies remanescentes, caracterizadas por calcar de extremidade triangular ou cônica, formando ângulo reto com o ovário; e base do labelo com aurículos longos, prolongando-se até a base do longo unguículo.

As cerca de 40 espécies brasileiras de Pelexia são ervas terrestres robustas, ocasionalmente rupícolas, que vivem em campos limpos e cerrados, em regra sob pleno sol, presentes em todos os estados.
São plantas dotadas de raízes carnosas, muitas folhas pecioladas, formando uma roseta basal. Em regra novas folhas surgindo sempre ao mesmo tempo que a haste floral, que costuma ser firme e ostentar flores relativamente grandes, normalmente amarelo-esverdeadas, dispostas em posição espiralada. O labelo de sua flores é séssil, na base com dois prolongamentos digitiformes que se estendem para trás, ao lado do unguículo.

## Espécies
1. Pelexia adnata (Sw.) Poit. ex Rich., Mém. Mus. Hist. Nat. 4: 59 (1818).
2. Pelexia albicans (Cogn.) Schltr., Beih. Bot. Centralbl. 37(2): 399 (1920).
3. Pelexia arrabidae (Rchb.f.) Garay, Bot. Mus. Leafl. 28: 343 (1980 publ. 1982).
4. Pelexia asinus Szlach., Rhodora 95: 279 (1993).
5. Pelexia bonariensis (Lindl.) Schltr., Beih. Bot. Centralbl. 37(2): 400 (1920).
6. Pelexia bradei Schltr. ex Mansf., Repert. Spec. Nov. Regni Veg. 24: 244 (1928).
7. Pelexia burgeri Schltr., Repert. Spec. Nov. Regni Veg. Beih. 35: 34 (1925).
8. Pelexia callifera (C.Schweinf.) Garay, Opera Bot., B 9(225: 1): 247 (1978).
9. Pelexia caucae Schltr., Repert. Spec. Nov. Regni Veg. Beih. 7: 67 (1920).
10. Pelexia collocaliae Szlach., Nordic J. Bot. 15: 174 (1995).
11. Pelexia comosa (Cogn.) Schltr., Beih. Bot. Centralbl. 37(2): 401 (1920).
12. Pelexia congesta Ames & C.Schweinf., Schedul. Orchid. 10: 5 (1930).
13. Pelexia cuculligera (Rchb.f. & Warm.) Schltr., Beih. Bot. Centralbl. 37(2): 401 (1920).
14. Pelexia cundinamarcae Szlach., Rhodora 95: 277 (1993).
15. Pelexia decora (Garay) Garay, Bot. Mus. Leafl. 28: 343 (1980 publ. 1982).
16. Pelexia delicatula Szlach. & Veyret, Fragm. Florist. Geobot. 39: 471 (1994).
17. Pelexia ecuadorensis Schltr., Repert. Spec. Nov. Regni Veg. Beih. 8: 47 (1921).
18. Pelexia ekmanii (Kraenzl.) Schltr., Beih. Bot. Centralbl. 37(2): 401 (1920).
19. Pelexia fiebrigii Schltr., Beih. Bot. Centralbl. 37(2): 402 (1920).
20. Pelexia funckiana (A.Rich. & Galeotti) Schltr., Repert. Spec. Nov. Regni Veg. 15: 197 (1918).
21. Pelexia ghiesbreghtii Szlach., Mytnik & Rutk., Ann. Bot. Fenn. 41: 374 (2004).
22. Pelexia goninensis (Pulle) Schltr., Beih. Bot. Centralbl. 37(2): 408 (1920).
23. Pelexia goyazensis (Cogn.) Garay, Bot. Mus. Leafl. 28: 344 (1980 publ. 1982).
24. Pelexia gracilis Schltr., Repert. Spec. Nov. Regni Veg. Beih. 35: 34 (1925).
25. Pelexia gutturosa (Rchb.f.) Garay, Bot. Mus. Leafl. 28: 344 (1980 publ. 1982).
26. Pelexia hamata Schltr., Repert. Spec. Nov. Regni Veg. Beih. 7: 68 (1920).
27. Pelexia hirta (Lindl.) Schltr., Beih. Bot. Centralbl. 37(2): 402 (1920).
28. Pelexia huntii Christenson, Richardiana 4: 152 (2004).
29. Pelexia hysterantha (Barb.Rodr.) Schltr., Beih. Bot. Centralbl. 37(2): 402 (1920).
30. Pelexia incurvidens Schltr., Repert. Spec. Nov. Regni Veg. Beih. 35: 35 (1925).
31. Pelexia itatiayae Schltr., Repert. Spec. Nov. Regni Veg. 27: 300 (1930).
32. Pelexia laminata Schltr., Anexos Mem. Inst. Butantan, Secç. Bot. 1(4): 22 (1922).
33. Pelexia laxa (Poepp. & Endl.) Lindl., Gen. Sp. Orchid. Pl.: 482 (1840).
34. Pelexia leucosticta (Rchb.f.) Garay & Dunst., Orchids Venezuela: 704 (1979).
35. Pelexia lindmanii Kraenzl., Kongl. Svenska Vetensk Akad. Handl. 46(10): 18 (1911).
36. Pelexia loefgrenii (Porsch) Schltr., Beih. Bot. Centralbl. 37(2): 403 (1920).
37. Pelexia longibracteata Pabst, Bradea 1: 468 (1974).
38. Pelexia longifolia (Cogn.) Hoehne, Fl. Bras. 8(12; 2): 249 (1945).
39. Pelexia luetzelburgii Schltr., Repert. Spec. Nov. Regni Veg. 17: 269 (1921).
40. Pelexia macropoda (Barb.Rodr.) Schltr., Beih. Bot. Centralbl. 37(2): 409 (1920).
41. Pelexia mandonii (Rchb.f.) Schltr., Beih. Bot. Centralbl. 37(2): 403 (1920).
42. Pelexia mattogrossensis (Hoehne) Hoehne, Fl. Bras. 8(12; 2): 246 (1945).
43. Pelexia matucanensis (Kraenzl.) Schltr., Beih. Bot. Centralbl. 37(2): 410 (1920).
44. Pelexia maxonii Ames, Proc. Biol. Soc. Wash. 35: 85 (1922).
45. Pelexia minarum (Kraenzl.) Schltr., Beih. Bot. Centralbl. 37(2): 403 (1920).
46. Pelexia mouraei Schltr., Repert. Spec. Nov. Regni Veg. 17: 270 (1921).
47. Pelexia neottiorhiza (Kraenzl.) Pabst, Orquídea (Rio de Janeiro) 29: 112 (1967).
48. Pelexia novofriburgensis (Rchb.f.) Garay, Bot. Mus. Leafl. 28: 344 (1980 publ. 1982).
49. Pelexia ochyrae Szlach., Fragm. Florist. Geobot. 41: 858 (1996).
50. Pelexia oestrifera (Rchb.f. & Warm.) Schltr., Beih. Bot. Centralbl. 37(2): 404 (1920).
51. Pelexia olivacea Rolfe, Bull. Misc. Inform. Kew 1890: 200 (1890).
52. Pelexia orobanchoides (Kraenzl.) Schltr., Beih. Bot. Centralbl. 37(2): 404 (1920).
53. Pelexia orthosepala (Rchb.f. & Warm.) Schltr., Beih. Bot. Centralbl. 37(2): 404 (1920).
54. Pelexia ovatifolia M.N.Correa, Darwiniana 10: 162 (1953).
55. Pelexia palmorchidis Szlach., Fragm. Florist. Geobot. 41: 859 (1996).
56. Pelexia paludosa M.N.Correa, Darwiniana 10: 166 (1953).
57. Pelexia parva (Cogn.) Schltr., Beih. Bot. Centralbl. 37(2): 404 (1920).
58. Pelexia pavonii (Rchb.f.) Garay, Bot. Mus. Leafl. 28: 345 (1980 publ. 1982).
59. Pelexia phallocallosa R.J.V.Alves, Folia Geobot. Phytotax. 26: 176 (1991).
60. Pelexia polyantha Schltr. ex Mansf., Repert. Spec. Nov. Regni Veg. 24: 244 (1928).
61. Pelexia pterygantha (Rchb.f. & Warm.) Schltr., Beih. Bot. Centralbl. 37(2): 405 (1920).
62. Pelexia quisqueyana Dod, Moscosoa 7: 160 (1993).
63. Pelexia robusta (Kraenzl.) Schltr., Beih. Bot. Centralbl. 37(2): 405 (1920).
64. Pelexia sancta (Rchb.f. & Warm.) Garay, Bot. Mus. Leafl. 28: 345 (1980 publ. 1982).
65. Pelexia sceptrum Schltr., Anexos Mem. Inst. Butantan, Secç. Bot. 1(55): 21 (1922).
66. Pelexia sheviakii Szlach., Nordic J. Bot. 15: 173 (1995).
67. Pelexia sinuosa Szlach., Rhodora 95: 282 (1993).
68. Pelexia stenantha (Cogn.) Schltr., Beih. Bot. Centralbl. 37(2): 411 (1920).
69. Pelexia tamanduensis (Kraenzl.) Schltr., Beih. Bot. Centralbl. 37(2): 406 (1920).
70. Pelexia tenuior Schltr., Repert. Spec. Nov. Regni Veg. 16: 324 (1920).
71. Pelexia tovarensis (Garay & Dunst.) Garay & Dunst., Orchids Venezuela: 705 (1979).
72. Pelexia trachyglossa (Kraenzl.) Pabst, Orquídea (Rio de Janeiro) 29: 112 (1967).
73. Pelexia vaginata Schltr., Beih. Bot. Centralbl. 37(2): 406 (1920).
74. Pelexia ventricosa (Cogn.) Schltr., Beih. Bot. Centralbl. 37(2): 406 (1920).
75. Pelexia viridis (Cogn.) Schltr., Beih. Bot. Centralbl. 37(2): 407 (1920).
76. Pelexia weberbaueri (Kraenzl.) Schltr., Beih. Bot. Centralbl. 37(2): 411 (1920).
77. Pelexia yungasensis (Rolfe) Schltr., Beih. Bot. Centralbl. 37(2): 407 (1920).